# Jinx Live
Jinx Live je prvi album v živo hrvaške glasbene skupine Jinx, ki je izšel leta 2008 pri založbi Dallas Records. Album vsebuje posnetke s koncertov v Zagrebu, Čakovcu, Zadru, Šibeniku in Osijeku, ki so potekali v okviru dvoranske turneje leta 2007.

## Seznam skladb
Avtor vseh skladb je Coco Mosquito. Vsi aranžmaji so delo skupine.
1. »Hodam«
2. »Tamo gdje je sve po mom«
3. »Ljeto«
4. »Strijele na horizontu«
5. »Padobran«
6. »Smijem se«
7. »Šmiramo«
8. »Sve se jednom mora vratiti«
9. »Pored mene«
10. »Do kraja vremena«
11. »Brazil«
12. »Na zapadu«
13. »Ruke«
14. »Na čemu si ti?«
15. »Bye bye baby bye«

## Osebje

### Jinx
- Adam Matijašević – električna bas kitara
- Igor Pavlica – trobenta
- Coco Mosquito – električna kitara, vokal
- Berko – bobni
- Mr. Goody – električni klavir, vokal
- Yaya – glavni vokal

### Gostje
- Ivana Starčević – spremljevalni vokali
- Mirko Divić – trombon
- Gordan Tudor – analogni sintetizator, saksofon